# Incredible Miracle
Incredible Miracle war ein südkoreanisches E-Sport-Team. Es wurde 2010 gegründet und ist vor allem durch Erfolge in den Disziplinen Starcraft 2 und League of Legends bekannt. 

## Geschichte
Incredible Miracle wurde 2010 gegründet. Gründungsmitglieder waren unter anderem die Spieler Jung „Mvp“ Jong-hyun und Lim „NesTea“ Jae-duk, die in der Folge zwei der erfolgreichsten Spieler in StarCraft II überhaupt wurden. Mvp gewann 2011 gleich sechs große Turniere (dreimal die GSL, die BlizzCon, ein MLG-Event sowie die World Cyber Games) und hat (Stand: Januar 2014) mit fast 400.000 $ das weltweit zweitmeiste Preisgeld in StarCraft II errungen. Insgesamt haben die Spieler von IM fast mehr als eine Million Dollar an Preisgeldern erspielt.
In der mittlerweile eingestellten Global StarCraft II Team League (GSTL) konnte das Team insgesamt dreimal gewinnen. Nach deren Auflösung wechselte IM in die Proleague.
Zwischen April 2012 und Oktober 2013 war der Elektronikkonzern LG namensgebender Hauptsponsor. In dieser Zeit trat das Team unter dem Kürzel LG-IM an. Daneben hat das Team eine Vielzahl an weiteren Sponsoren, darunter Nvidia und Coca-Cola.
Seit 2012 ist IM auch mit inzwischen zwei Teams im Titel League of Legends aktiv. Dort konnte mit dem IEM VII in São Paulo ein großes Turnier gewonnen werden. Bei OGN Champions, der wichtigsten Turnierserie für League of Legends in Südkorea, ist das Team allerdings nicht über die Gruppenphase hinaus gekommen.
2014 wurde die StarCraft-Abteilung des Teams eingestellt. Im Januar 2016 wurde das League-of-Legends-Team in Longzhu Gaming umbenannt.

## Ehemalige Spieler (Auswahl)

### League of Legends
- Lee „Flame“ Ho-jong(Top)
- Gu „Expession“ Bon-taek (Top)
- Lee „Chaser“ Sang-hyun (Jungle)
- Shin „CoCo“ Jin-yeong (Mid)
- Kim „Frozen“ Tae-il (Mid)
- Kang „Cpt Jack“ Hyung-woo (AD)
- Son „Sonstar“ Seung-ik (AD)
- Kim „Pure“ Jin-sun (Support)

### StarCraft
- Hwang „LosirA“ Kang-ho (Zerg, 2010–2013)
- Choi „YoDa“ Byung-hyun (Terraner, 2011–2013)
- Kang „First“ Hyun-woo (Protoss, 2012–2013)
- Jung „Mvp“ Jong-hyun (Terraner, 2010–2014)
- Lim „NesTea“ Jae-duk (Zerg, 2010–2014)
- Cho „Trap“ Sung-ho (Protoss, 2013–2014)
- Choi „YongHwa“ Yong-hwa (Protoss, 2011–2014)

## Erfolge (Auswahl)

### StarCraft
Teamerfolge
- 1. Platz GSTL Februar 2011
- 2. Platz GSTL März 2011
- 1. Platz GSTL Preseason 2013
- 1. Platz GSTL Season 1 2013

Einzelerfolge
- Mvp: s. Hauptartikel
- NesTea: s. Hauptartikel
- LosirA:
  - 1. Platz GSL Code A März 2011
  - 2. Platz GSL Code S Juli 2011
  - 2. Platz MLG Columbus 2011
- YoDa:
  - 1. Platz IEM Season VII World Championship
- YongHwa:
  - 3. Platz IEM Season VII World Championship
  - 2. Platz HSC V 2012
- First:
  - 2. Platz MLG Summer Championship 2012
  - 1. Platz IEM Season VII Katowice
  - 2. Platz IEM Season VII World Championship
  - 3. Platz WCS Season 2 2013
- Trap:
  - 1. Platz MLG Anaheim 2014

### League of Legends
- 4. Platz: World e-Sports Masters 2012 (7.500 $)
- 1. Platz: IEM Season VII – São Paulo (15.500 $)